# Iso-Löytölä
Iso-Löytölä är en sjö i kommunen Sonkajärvi i landskapet Norra Savolax i Finland. Den är 3,1 meter djup. Arean är 44 hektar och strandlinjen är 3,07 kilometer lång. Sjön  ingår i Vuoksens huvudavrinningsområde.   Den ligger omkring 99 kilometer norr om Kuopio och omkring 430 kilometer norr om Helsingfors. 